# Нижний Якимец
Нижний Якимец — село в Александро-Невском районе Рязанской области, административный центр Нижнеякимецкого сельского поселения.

## Географическое положение
Село расположено на берегу реки Хупта в 3 км на северо-запад от райцентра посёлка Александро-Невский.

## История
Время первоначального построения в с. Нижнем Екимце не известно. Построение, вместо деревянной, каменной Казанской церкви начато помещиком Н.Л. Друкартом, а окончена и освящена в 1783 году. Колокольня, имевшая в вышину не более 35 аршин, построена была одновременно с церковью. В 1877—1878 годах колокольня была приведена в приличный вид, а в 1879—1880 годах заново переложена каменная вокруг церкви ограда. На церковной земле имелась богадельня и 38 сдаваемых в аренду лавок.
Школа существовала с 1861 года.
В XIX — начале XX века село входило в состав Якимецкой волости Раненбургского уезда Рязанской губернии. В 1906 году в селе было 37 дворов.
С 1929 года село являлось центром Нижнеякимецкого сельсовета Новодеревенского района Рязанского округа Московской области, с 1937 года — в составе Рязанской области, с 2005 года — центр Нижнеякимецкого сельского поселения.
После Великой Отечественной войны от села отделилось село Никольское, на территории которого и находится ныне Церковь Казанской иконы Божией Матери (1783).

## Население
| 1859 | 1906 | 2010 | 2023 |
| ---- | ---- | ---- | ---- |
| 208  | ↗259 | ↗300 | ↘295 |

## Инфраструктура
В селе имеются Нижнеякимецкая основная общеобразовательная школа (филиал МБОУ Александро-Невская средняя общеобразовательная школа), детский сад, дом культуры, фельдшерско-акушерский пункт, отделение почтовой связи.